# Grid (videójáték)
Grid versenyjáték, a Grid sorozat negyedik tagja, melyet a Codemasters fejlesztett és jelentett meg. A játék 2019 októberében jelent meg Microsoft Windows, PlayStation 4 és Xbox One, 2019 novemberében Stadia, illetve 2020 októberében Amazon Luna platformokra. A játék folytatása, a Grid Legends 2022 februárjában jelent meg.

## Játékmenet
A Grid nagy hangsúlyt fektet az autóverseny-szakágakra, melyeket versenykategóriákba sorol be. A játékban hat fő kategória található: túraautók, szériaautók, tuningautók, GT, FA, illetve meghívásos. A karriermódban a játékosok ezen kategóriákból kiválaszthat egy versenyek sorozatából álló eseményt. Az egyes szakágak jelentősen eltérő autókkal és versenytípusokkal rendelkeznek. Ezek közé tartoznak a hagyományos versenyek, az időfutamok, az időmérők, és pontok közötti sprintversenyek.

### Nemesis rendszer
A játék egyik legfontosabb újítása a „Nemesis” rendszer, amiben a mesterséges intelligencia által irányított 400 egyedi, saját versenyzési stílussal rendelkező versenyző agresszívvá válik a játékossal szemben, ha az túl keményen vagy túl gyakran ütközik velük. Fernando Alonso a játék „versenyzői tanácsadójaként” szolgált, és a játékosnak az egyjátékos karriermód utolsó versenyén meg kell mérkőznie vele, Alonso emellett szpotterként is szerepet kapott a játékban. Alonso csapattársa Jamie Chadwick.

### Autók
Az autók a játék szakágaiban tovább vannak osztva különböző osztályokra és teljesítményszintekre. A játékban szereplő autók közé tartoznak a túraszakág alá besorolt kortárs TCR- (TC-2), Supercars- (Super Tourers) és Group 5-autók (TC-1 Specials), a szériaszakágat képviselő amerikai módosított izomautók, a fiktív Dumont Type 37 és Jupiter San Marino nevű autók, a GT szakágat képviselő GT4-, GTE- és DPi-autók, a tuningszakágat képviselő tuningolt JDM- és World Time Attack-autók, illetve a meghívásos szakágat kitöltő klasszikus autók. Ez volt a sorozat első tagja, melyben egyetlen Mercedes-Benz-autó sem szerepel.

### Versenypályák
A pályák esetében a fő hangsúly a valós, állandó pályákon került, amelyek a játékban található versenypályák többségét adják. Ezek választéka az olyan klasszikus versenypályáktól, mint a Brands Hatch, a Silverstone Circuit vagy az Indianapolis Motor Speedway, egészen az olyan modernebb létesítményekig terjed ki, mint a Sydney Motorsport Park, a Sepang International Circuit vagy a Zhejiang International Circuit. A városi pályák kitalált nyomvonalúak, azonban többségében San Francisco, Sanghaj, Barcelona és Havanna valós utcáin játszódnak, melyeket Okutama útjai alapján mintázott sprintpályák és fizetős letölthető tartalmak képében a Red Bull Ring, Párizs utcái és a Suzuka International Racing Course egészít ki.

## Fejlesztés
A játékot 2019. május 21-én jelentették be. A játék a tervek szerint eredetileg 2019. szeptember 13-án jelent volna meg, azonban a fejlesztők úgy döntöttek, hogy eltolják a megjelenési dátumot, hogy a játék a megjelenésekor „nagyobb nyilvánosságot” kapjon. A játék végül 2019. október 11-én jelent meg Microsoft Windows, PlayStation 4 és Xbox One platformokra. A Google Stadia és az Amazon Luna felhőalapú streamingszolgáltatások kínálatában 2019. november 19-én, illetve 2020. október 20-án jelent meg a játék, mindkettő szolgáltatás esetében nyitócímként.
A hangtervező csapat több mint 69 autót vett fel a játékhoz, rögzítve a szívó-, a kipufogó-, a váltó- és az utastérhangokat, hogy azokkal hitelesen adják vissza az egyes járművek hangzását.
A játékot 2023 novemberében kivonták az értékesítésből.

## Fogadtatás
| Összegzőoldal | Értékelés                              |
| ------------- | -------------------------------------- |
| Metacritic    | (PC) 74/100 (PS4) 73/100 (XONE) 79/100 |

| Szerző        | Értékelés |
| ------------- | --------- |
| Game Informer | 7/10      |
| IGN           | 8/10      |
| Jeuxvideo.com | 15/20     |
| OPM (UK)      | 7/10      |
| PC Gamer (US) | 68/100    |

A Metacritic gyűjtőoldal adatai szerint a játék Xbox One-verziója „általánosságban kedvező”, míg a Windows- és PlayStation 4-verziója „megosztott vagy átlagos” kritikai fogadtatásban részesült.

### Díjak és jelölések
| Év   | Díj                 | Kategória                  | Eredmény | Forrás |
| ---- | ------------------- | -------------------------- | -------- | ------ |
| 2019 | Game Critics Awards | Legjobb versenyjáték       | Jelölve  | [ 19 ] |
| 2019 | Gamescom            | Legjobb versenyjáték       | Elnyerte | [ 20 ] |
| 2019 | Titanium Awards     | Legjobb sport/versenyjáték | Jelölve  | [ 21 ] |

## Fordítás
- Ez a szócikk részben vagy egészben  a   Grid (video game) című angol Wikipédia-szócikk ezen változatának fordításán alapul.  Az eredeti cikk szerkesztőit annak laptörténete sorolja fel. Ez a jelzés csupán a megfogalmazás eredetét és a szerzői jogokat jelzi, nem szolgál a cikkben szereplő információk forrásmegjelöléseként.